# 渡邊錠太郎
渡邊錠太郎（日语：／ Watanabe Jotaro，1874年4月16日—1936年2月26日），日本愛知縣小牧村（今愛知縣小牧市）人，陸軍航空本部長、教育總監部教育总监。

## 年譜
| 1894年12月     | 陸軍士官候補生                         |
| 1895年7月      | 陸士入校（8期）                        |
| 1896年11月     | 陸士畢                                 |
| 1897年6月      | 步兵第19連隊付、任官為少尉             |
| 1899年11月     | 升為中尉                               |
| 1900年12月     | 陸軍大學校入校（17期）                 |
| 1903年12月     | 陸大畢業、步兵第36連隊中隊長及昇任大尉 |
| 1904年7月至9月 | 日俄戰爭隨軍參戰、負傷                 |
| 1904年10月     | 大本營參謀                             |
| 1905年9月      | 元老山縣有朋之副官                     |
| 1906年         | 出差清朝                               |
| 1907年         | 調駐德國                               |
| 1908年12月     | 任官少佐                               |
| 1909年5月      | 擔任日本駐德大使館武官補佐官           |
| 1910年6月      | 擔任參謀本部勤務                       |
| 1910年11月     | 山縣元帥副官                           |
| 1913年1月      | 升為中佐                               |
| 1915年2月      | 步兵第3連隊                            |
| 1916年5月      | 參謀本部課長                           |
| 1916年7月      | 任官大佐                               |
| 1917年10月     | 擔任荷蘭公使館付武官                   |
| 1920年8月      | 擔任步兵第29旅團長及任官少將           |
| 1922年9月      | 參謀本部第4部長                        |
| 1925年5月      | 陸軍大學校校長及任官中將               |
| 1926年3月      | 第7師團長                              |
| 1929年3月      | 航空本部長                             |
| 1930年6月      | 台湾軍司令官                           |
| 1931年8月      | 軍事參議官兼航空本部長・任官陸軍大將   |
| 1935年7月      | 就任陸軍教育總監                       |
| 1936年2月26日  | 二二六事件時於杉並區上荻窪自邸被殺。   |

## 相關關目
- 常磐公園（日语：常磐公園）

| 官衔                                   | 官衔                                                                   | 官衔                                   |
| -------------------------------------- | ---------------------------------------------------------------------- | -------------------------------------- |
| 陸軍省                                 |                                                                        |                                        |
| 前任： 古谷清 井上幾太郎               | 陸軍航空本部長 1931年8月1日－1933年3月18日 1929年3月14日－1930年6月2日 | 繼任： 杉山元 古谷清                   |
| 军职                                   |                                                                        |                                        |
| 教育總監部                             |                                                                        |                                        |
| 前任： 真崎甚三郎                      | 教育總監 1935年7月16日－1936年2月26日                                  | 繼任： 無（下一相同頭銜： 西義一）     |
| 前任： 和田龜治                        | 陸軍大學校長 1925年5月1日－1926年3月2日                                | 繼任： 金谷範三                        |
| 軍事參議院                             |                                                                        |                                        |
| 軍事參議官 1931年8月1日－1936年2月26日 |                                                                        |                                        |
| 臺灣軍                                 |                                                                        |                                        |
| 前任： 菱刈隆                          | 司令官 1930年6月3日－1931年8月1日                                      | 繼任： 真崎甚三郎                      |
| 第七師團                               |                                                                        |                                        |
| 前任： 國司伍七                        | 司令官 1926年3月2日－1929年3月14日                                     | 繼任： 無（下一相同頭銜： 新井龜太郎） |
| 參謀本部                               |                                                                        |                                        |
| 前任： 國司伍七                        | 第四部長 1922年9月26日－1925年5月1日                                   | 繼任： 多門二郎                        |